# علی بی‌لی (کلبجر)
علی بی‌لی (ارمنی: Վորդուակ؛ ترکی آذربایجانی: Alıbəyli)  یک منطقهٔ مسکونی در جمهوری آرتساخ است که در استان شاهومیان واقع شده‌است.